# Sapygina kurzenkoi
Sapygina kurzenkoi is een vliesvleugelig insect uit de familie van de knotswespen (Sapygidae). De wetenschappelijke naam van de soort is voor het eerst geldig gepubliceerd in 1997 door Gusenleitner.